# آموزش متوسطه

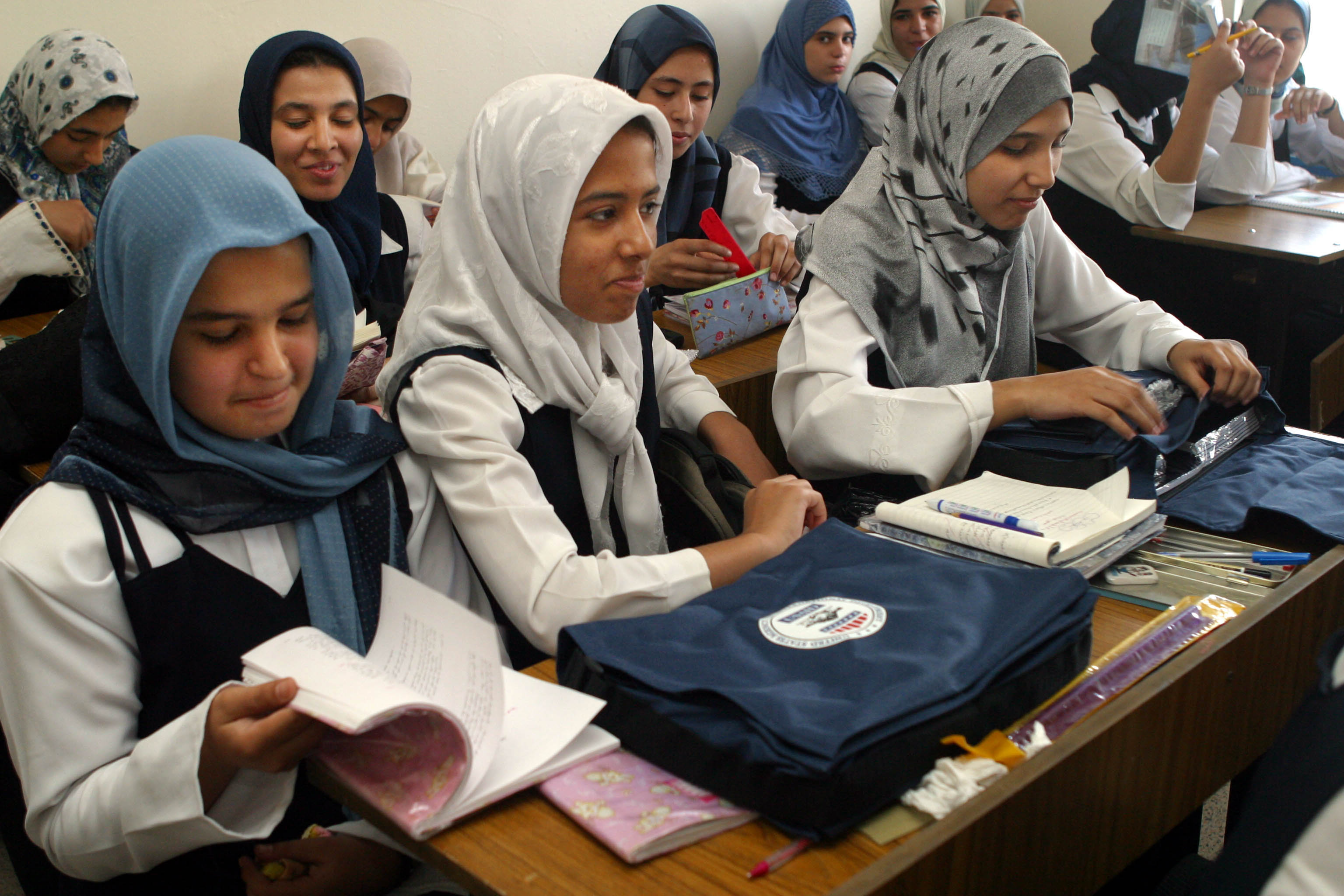
دخترانی در یک دبیرستان در عراق

آموزش متوسطه (به انگلیسی: Secondary education) (در آمریکا) یا (به انگلیسی: Secondary school) (در انگلستان) یکی از مراحل سه‌گانهٔ آموزش همگانی است که معمولاً شامل آموزش‌هایی است که پس از آموزش ابتدایی و قبل از آموزش عالی به دانش‌پژوهان ارائه می‌شود. آموزش همگانی را می‌توان به آموزش قبل از مدرسه، آموزش ابتدایی و آموزش متوسطه تقسیم‌بندی کرد.

## در ایران
براساس اصلاحات ساختار دوره‌های آموزشی، دورهٔ متوسطه متشکل از دورهٔ اول و دوم (هرکدام سه سال و پس از دورهٔ شش‌سالهٔ ابتدایی) است.
در ایران، دانش‌آموزان پس از گذراندن مقاطع دبستان وارد دوره جدیدی به نام متوسطه دوره اول یا دبیرستان دوره اول می‌شوند. متوسطه دوره اول در نظام آموزشی جدید به وجود آمده است. هرچند در گذشته هم به همین صورت بوده است.
متوسطه دوره اول شامل سه‌پایه تحصیلی هفتم، هشتم، نهم می‌شود.
متوسطه دوره دوم پس از دوره اول آغاز می‌شود و شامل سه‌پایه تحصیلی دهم، یازدهم، دوازدهم است.
سامانهٔ آموزش متوسطه در ایران شامل سه شاخهٔ نظری، فنی و حرفه‌ای و کار و دانش است. به‌طور معمول، دانش‌آموزان پس از گذراندن پایهٔ اول برپایهٔ امکانات موجود و استعداد، و علاقه و عملکرد تحصیلی، به یکی از شاخه‌ها وارد می‌شوند.

## چهارچوب‌های جامع طرح برنامه عملیاتی طرح تعالی متوسطه
1. تعیین دورنما؛ کارکرد و تدوین اجرایی برنامه عمل
2. اجرای سیستم آموزش متقابل در برنامه عملیاتی طرح تعالی متوسطه
3. به‌کارگیری دانش آموزان در مدیریت آموزشگاه
4. ارتقا نقاط قوت و به‌کارگیری افراد
5. بالا بردن نقش اولیاء دانش‌آموزان و دیگر نهادها در مدیریت مدرسه
6. تقویت نشاط و سرزندگی در آموزشگاه
7. نگاه ویژه به امور اجرایی آموزشگاه
8. افزایش فعالیت‌های فوق برنامه و تفریحی
9. استقرار سیستم رشد آفرین انگیزشی